# Pupillin
Pupillin település Franciaországban, Jura megyében. Lakosainak száma 245 fő (2022. január 1.). Pupillin Arbois, Buvilly és Poligny községekkel határos.

## Népesség
A település népességének változása:
| Lakosok száma | 158  | 186  | 213  | 246  | 245  | 242  | 237  | 244  | 248  | 245  |
|               | 1968 | 1982 | 1990 | 2006 | 2013 | 2015 | 2017 | 2019 | 2020 | 2022 |